# Иоанн IV (папа римский)
Иоанн IV (лат. Johannes PP. IV; ? — 12 октября 642) — папа римский с 24 декабря 640 года по 12 октября 642 года.

## Биография
Иоанн родился в Далмации (вероятно, в городе Сплит) и был иллирийцем. Он был сыном схоластика (адвоката) Венантия. На момент своего избрания Иоанн был архидиаконом римской церкви, играя важную роль в управлении епархией. Его избранию предшествовали четыре месяца Sede Vacante. Иоанн был интронизирован 24 декабря 640 года, и предполагается, что папские выборы были подтверждены экзархом Равенны, а не императором Византии.
Иоанн сразу обратил внимание на трагические события на своей родине, связанные с нашествиями славян. Чтобы облегчить страдания жителей, Иоанн посылал настоятелю Мартину в Далмацию крупные суммы денег для массового выкупа пленных. Поскольку многие разрушенные храмы не могли быть восстановлены, мощи некоторых из наиболее важных далматских святых перевезли в Рим. Иоанн IV в Латеране построил часовню Св. Венантия в честь присоединения истрийской схизмы к католической церкви. Её пол украшен мозаикой, изображающей Иоанна с книгой в руках. Папа также пытался христианизировать славян в Далмации и Истрии.
В то время, пока Иоанн еще ожидал одобрения светских властей результатов выборов, он писал духовенству Ирландии и Шотландии, указывая им на их ошибки в вычислении времени проведения пасхи и предостерегая от пелагианской ереси. Примерно в то же время он осудил на соборе ересь монофелитов и так называемый «Эктезис» (истолкование) императора Ираклия I, одобрявшего это учение.
Папа римский Иоанн IV скончался 12 октября 642 года в Риме и был похоронен в соборе Святого Петра.